# Polycarpaea corymbosa
Polycarpaea corymbosa, es una especie de fanerógama perteneciente a la familia de las cariofiláceas. Es originaria de Asia y África.

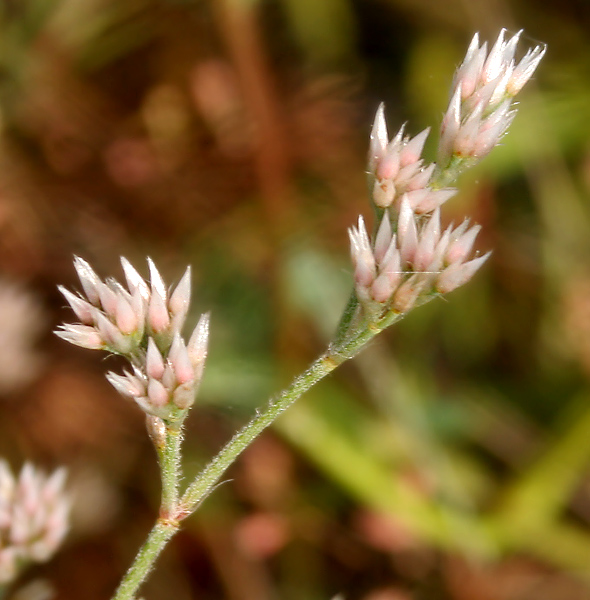
Inflorescencia

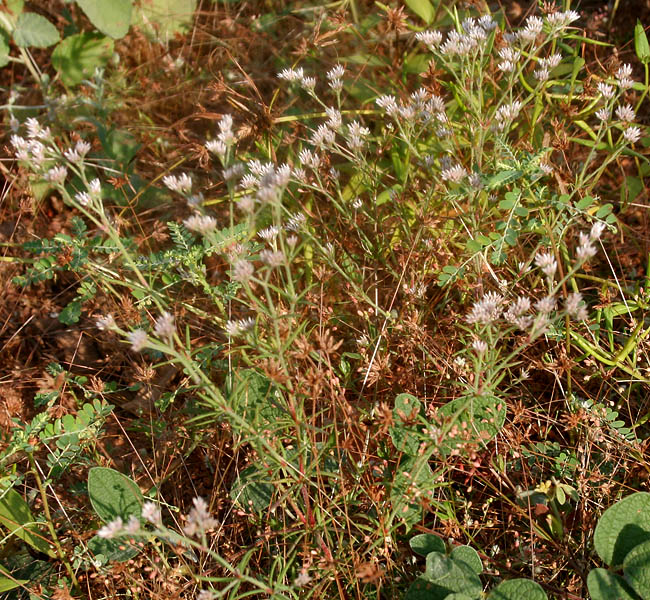
Vista de la planta

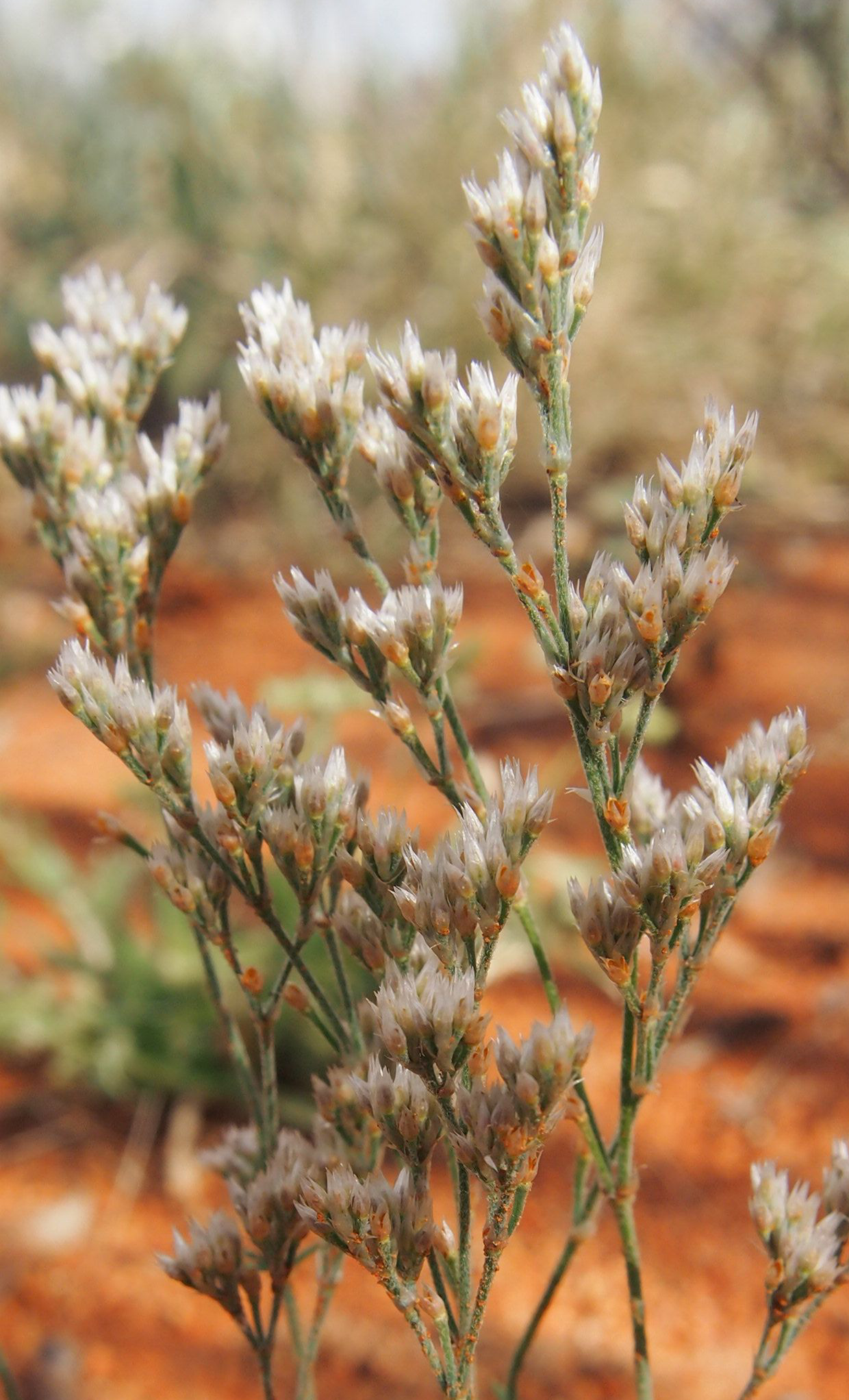
Vista de la planta

## Descripción
Es una planta herbácea anual o perennifolia de corta vida. Los tallos que son erectos alcanzan los 15 a 35 cm de altura, se encuentra ramificada en la base. Las hojas son aparentemente verticiladas, y la lámina de la hoja lineal o acicular, con 1.5 - 2 cm . Las flores con los pétalos de color  blanco lechoso o rojizo. El fruto es una cápsula de color marrón,  ovoide.

## Distribución y hábitat
Se encuentra principalmente en suelos abiertos, a menudo húmedos, arenosos, y con menos frecuencia en lugares de hierbas en las laderas de montaña, desde el nivel del mar hasta los 1200 m s. n. m., en Anhui, Fujian, Guangdong, Guangxi, Hainan, Hubei, Jiangxi, Taiwán y Yunnan, también se encuentra en zonas tropicales y subtropicales,  y probablemente es originaria de África.

## Propiedades
Esta especie se utiliza medicinalmente.

## Taxonomía
Polycarpaea corymbosa fue descrita por (L.) Lam. y publicado en Phys. Beschr. Canar. Ins. 142 1828.
Etimología
Polycarpaea: nombre genérico que procede del griego polys y karpos, y significa "abundante fructificación".
corymbosa: epíteto latino que significa "con corimbos".
Sinonimia
- Achyranthes corymbosa L. (1753)
- Polycarpaea corymbosa var. corymbosa (1794)[3]
- Celosia corymbosa (L.) Retz.
- Hagaea aristata Sweet
- Illecebrum subulatum Pers.
- Lahaya corymbosa (L.) Schult.
- Lahaya spadicea Schult.
- Mollia aristata W.T.Aiton
- Mollia corymbosa (L.) Willd.
- Mollia spadicea Willd.
- Paronychia subulata DC.
- Polia arenaria Lour.
- Polium arenarium (Lour.) Stokes
- Polycarpa brevifolia Kuntze
- Polycarpa corymbosa (L.) Kuntze
- Polycarpaea atherophora Steud.
- Polycarpaea brasiliensis var. ramosissima Camb. in St.Hil.
- Polycarpaea brevifolia Muell.
- Polycarpaea densiflora Wall.
- Polycarpaea filifolia Muschl.
- Polycarpaea indica Lam.
- Polycarpaea nebulosa Lakela
- Polycarpaea spadicea Lam.
- Polycarpaea subulata Wight & Arn.[4]